# Grito
Grito (pol. krzyk) – singel portugalskiej piosenkarki Iolandy, wydany 18 stycznia 2024 nakładem wytwórni Universal Music Portugal.
Kompozycja reprezentowała Portugalię w 68. Konkursie Piosenki Eurowizji w Malmö.

## Powstanie utworu i historia wydania
Utwór skomponowali i napisali Alberto „Luar” Hernández oraz sama artystka, którzy również go wyprodukowali. W wywiadzie Iolanda przyznała, że piosenka została stworzona po zaproszeniu jej do udziału w krajowych eliminacjach eurowizyjnych Festival da Canção i określiła ją jako „krzyk samoobrony i wiary w siebie”. Oryginalna wersja piosenki została stworzona podczas pobytu Iolandy w domu swoich dziadków, co zapewniło jej inspirację i swobodę w jej tworzeniu, dzięki czemu stała się ona mariażem electroniki i muzyki współczesnej. Zawiera ona elementy tradycyjnej muzyki fado.
Singel wydano 18 stycznia 2024, wraz z każdym innym utworem uczestniczącym w Festival da Canção 2024 jako część albumu kompilacyjnego poświęconego festiwalowi.

## Konkurs Piosenki Eurowizji
Piosenka została zgłoszona do udziału w Festival da Canção 2024, preselekcjach Portugalii na 68. Konkurs Piosenki Eurowizji. Iolanda pojawiła się na liście kompozytorów konkursowych utworów na początku listopada 2023 a podczas prezentacji utworów 18 stycznia 2024 potwierdzono, że to ona zaśpiewa stworzoną przez siebie piosenkę. Piosenka została zaprezentowana w pierwszym półfinale preselekcji, z którego awansowała do finału. 9 marca utwór wybrzmiał w finale konkursu i zajął 1. miejsce, dzięki czemu został wybrany na reprezentanta Portugalii w konkursie.

## Lista utworów
| Digital download / media strumieniowe | Digital download / media strumieniowe | Digital download / media strumieniowe |
| Nr                                    | Tytuł utworu                          | Długość                               |
| ------------------------------------- | ------------------------------------- | ------------------------------------- |
| 1.                                    | „Grito”                               | 2:56                                  |